# Gloria Mutiri
Gloria Mutiri (* 3. August 2000) ist eine US-amerikanische Volleyballspielerin.

## Karriere
Mutiri begann mit dem Volleyball auf der heimatlichen Charles Page High School in Sand Springs, Oklahoma. Während ihres Studiums an der Kansas State University und an der University of Oregon spielte die Diagonalangreiferin für die universitätseigenen Volleyballmannschaften. 2023 war sie in Puerto Rico für Atenienses de Manati aktiv. Für die Saison 2023/24 wurde Mutiri vom deutschen Bundesligisten USC Münster verpflichtet. Anschließend wechselte sie in die Schweiz zu Viteos NUC.